# David McKeon (scheidsrechter)
David McKeon (Dublin, 3 februari 1972) is een Iers voormalig voetbalscheidsrechter. Hij was in dienst van FIFA en UEFA tussen 2004 en 2011. Ook leidde hij wedstrijden in de League of Ireland Premier Division.
In Europees verband debuteerde McKeon op 20 juni 2004 tijdens een wedstrijd tussen Vėtra Vilnius en Trans Narva in de eerste ronde van de UEFA Intertoto Cup; het eindigde in 3–0 en de scheidsrechter hield zijn kaarten op zak. Zijn eerste interland floot hij op 17 augustus 2005, toen IJsland met 4–1 won van Zuid-Afrika. Grétar Steinsson opende de score, waarna Delron Buckley gelijkmaakte. IJsland won door treffers van Arnar Viðarsson, Heiðar Helguson en Veigar Gunnarsson. Tijdens deze wedstrijd deelde McKeon twee gele kaarten uit.

## Interlands
| Datum            | Plaats               | Wedstrijd               | Uitslag | Competitie           | Kreeg geel | Kreeg voor de tweede keer geel en dus rood | Weggestuurd |
| ---------------- | -------------------- | ----------------------- | ------- | -------------------- | ---------- | ------------------------------------------ | ----------- |
| 17 augustus 2005 | Reykjavik, IJsland   | IJsland – Zuid-Afrika   | 4 – 1   | Vriendschappelijk    | 2          | 0                                          | 0           |
| 6 februari 2008  | Wrexham, Wales       | Wales – Noorwegen       | 3 – 0   | Vriendschappelijk    | 0          | 0                                          | 0           |
| 1 april 2009     | Vaduz, Liechtenstein | Liechtenstein – Rusland | 0 – 1   | WK 2010 kwalificatie | 1          | 0                                          | 0           |
| 7 september 2010 | Malmö, Zweden        | Zweden – San Marino     | 6 – 0   | EK 2012 kwalificatie | 2          | 0                                          | 1           |